# Darius Grigalionis
Darius Grigalionis (ur. 21 kwietnia 1977 w Poniewieżu), litewski pływak specjalizujący się w stylu grzbietowym.

## Sukcesy

### Mistrzostwa Europy na długim basenie
- 2000 Helsinki: 50 m stylem grzbietowym
- 2004 Madryt: 50 m stylem grzbietowym